# Eliza Dushku
Eliza Patricia Dushku (/ˈdʊʃkuː/; sinh 30 tháng 12 năm 1980) là một diễn viên người Mỹ được biết tới với những vai diễn trên truyền hình Faith trong Buffy the Vampire Slayer và Angel. Ngoài ra cô cũng đóng vai chính trong các bộ phim của Fox, Tru Calling và Dollhouse. Ngoài ra cô cũng được biết tới với các vai diễn trên màn ảnh rộng với các phim True Lies, The New Guy, Bring It On, Wrong Turn and Jay and Silent Bob Strike Back, cũng như lồng tiếng trong trò chơi điện tử.

## Sự nghiệp

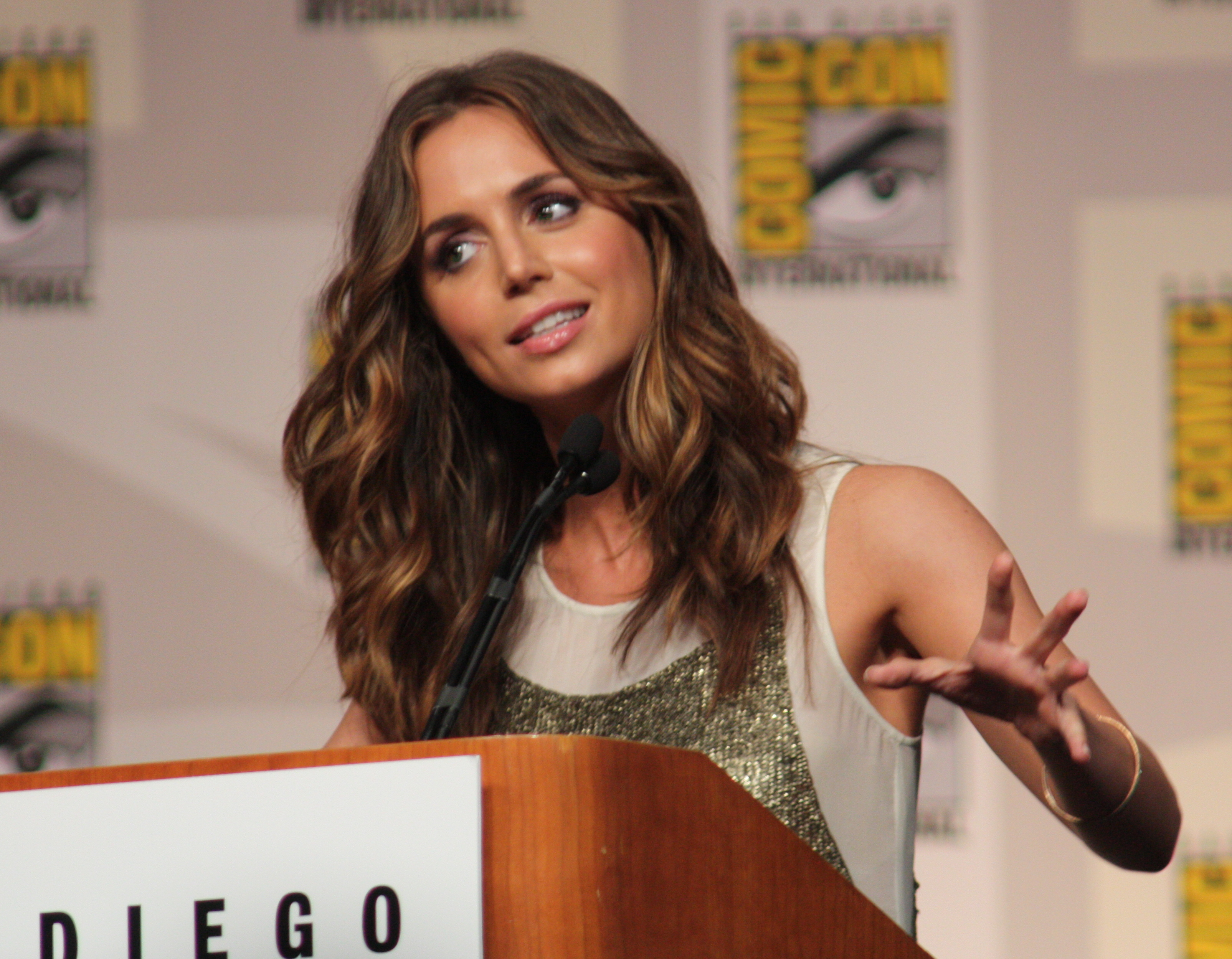
Dushku tại Comic Con năm 2009

| Năm  | Tên phim                                      | Vai                          | Chú thích            |
| ---- | --------------------------------------------- | ---------------------------- | -------------------- |
| 1992 | That Night                                    | Alice Bloom                  |                      |
| 1993 | This Boy's Life                               | Pearl                        |                      |
| 1994 | Fishing with George                           | Piper Reeves                 | Short film           |
| 1994 | True Lies                                     | Dana Tasker                  |                      |
| 1995 | Bye Bye Love                                  | Emma                         |                      |
| 1996 | Race the Sun                                  | Cindy Johnson                |                      |
| 2000 | Bring It On                                   | Missy Pantone                |                      |
| 2001 | Jay and Silent Bob Strike Back                | Sissy                        |                      |
| 2001 | Soul Survivors                                | Annabel                      |                      |
| 2002 | The New Guy                                   | Danielle                     |                      |
| 2002 | City by the Sea                               | Gina                         |                      |
| 2003 | Stan Winston: Monster Mogul                   | Herself                      | Short film           |
| 2003 | Wrong Turn                                    | Jessie Burlingame            |                      |
| 2003 | The Kiss                                      | Megan                        | Video                |
| 2006 | The Last Supper                               | Waitress                     | Short film           |
| 2007 | On Broadway                                   | Lena Wilson                  |                      |
| 2007 | Nobel Son                                     | City Hall                    |                      |
| 2007 | Sex and Breakfast                             | Renee                        |                      |
| 2008 | Bottle Shock                                  | Joe                          |                      |
| 2008 | The Alphabet Killer                           | Megan Paige                  | Associate producer   |
| 2008 | The Coverup                                   | Monica Wright                |                      |
| 2009 | Open Graves                                   | Erica                        |                      |
| 2010 | Locked In                                     | Renee                        |                      |
| 2011 | Batman: Year One                              | Selina Kyle/Catwoman (voice) | Animated film        |
| 2011 | DC Showcase: Catwoman                         | Selina Kyle/Catwoman (voice) | Short animated film  |
| 2012 | Noah's Ark: The New Beginning                 | Zalbeth (voice)              | Animated film        |
| 2012 | Dear Albania                                  | Eliza                        | Documentary/Director |
| 2013 | Jay & Silent Bob's Super Groovy Cartoon Movie | Lipstick Lesbian (voice)     | Animated film        |
| 2014 | The Scribbler                                 | Silk                         |                      |
| 2014 | Midnight Rider                                | Rita                         | Cancelled            |
| 2015 | Eloise                                        |                              | Post-production      |

| Năm       | Tên                               | Vai diễn                                             | Notes                                           |
| --------- | --------------------------------- | ---------------------------------------------------- | ----------------------------------------------- |
| 1995      | Journey                           | Dog                                                  | TV movie                                        |
| 1998–2003 | Buffy the Vampire Slayer          | Faith                                                | 20 episodes                                     |
| 2000–2003 | Angel                             | Faith                                                | 6 episodes                                      |
| 2002      | King of the Hill                  | Jordan Hilgren-Bronson (voice)                       | Season 7 Episode 1: "Get Your Freak Off"        |
| 2003–2005 | Tru Calling                       | Tru Davies                                           | 26 episodes                                     |
| 2005      | That '70s Show                    | Sarah                                                | Season 7 Episode 15: "It's All Over Now"        |
| 2007      | Nurses                            | Eve Morrow                                           | TV movie                                        |
| 2007      | Ugly Betty                        | Cameron Ashlock                                      | Season 2 Episode 9: "Giving Up the Ghost"       |
| 2009–2010 | Dollhouse                         | Echo/Caroline Farrell                                | 27 episodes/Producer                            |
| 2010      | The Big Bang Theory               | FBI Special Agent Angela Page                        | Season 4 Episode 7: "The Apology Insufficiency" |
| 2010      | RuPaul's Drag Race                | Herself (Guest Judge)                                | Season 3 Episode 7: "Face, Face, Face of Cakes" |
| 2011      | Herd Mentality                    | Casey                                                | TV movie                                        |
| 2011      | Robotomy                          | Shockzana (voice)                                    | Season 1 Episode 10: "From Wretchnya with Love" |
| 2011      | White Collar                      | Raquel Laroque                                       | Season 3 Episode 9: "On The Fence"              |
| 2011      | The Cleveland Show                | Herself (voice)                                      | Season 2 Episode 22: "Hot Cocoa Bang Bang"      |
| 2011      | The Guild                         | Herself                                              | Season 5 Episode 8: "Social Traumas"            |
| 2011      | Torchwood: Web of Lies            | Holly Mokri (voice)                                  | 7 Episodes/Animated TV series                   |
| 2011      | The League                        | Kristen                                              | Season 3 Episode 10: "The Light of Genesis"     |
| 2011–2012 | Leap Year                         | June Pepper                                          | 5 Episodes/Consulting Producer                  |
| 2013–2015 | Hulk and the Agents of S.M.A.S.H. | Jennifer Walters/She-Hulk, Additional Voices (Voice) | Animated TV series                              |
| 2013      | The Saint                         | Patricia Holm                                        | Pilot TV movie (unbroadcast)                    |
| 2016      | Banshee                           | Agent Veronica Dawson                                | Main role (Season 4)                            |

| Năm  | Tên                                    | Vai diễn                      |
| ---- | -------------------------------------- | ----------------------------- |
| 2003 | Buffy the Vampire Slayer: Chaos Bleeds | Faith                         |
| 2005 | Yakuza                                 | Yumi Sawamura/Mizuki Sawamura |
| 2008 | Saints Row 2                           | Shaundi                       |
| 2009 | Wet                                    | Rubi Malone                   |
| 2011 | Fight Night Champion                   | Megan McQueen                 |

| Năm  | Tên                            | Vai              |
| ---- | ------------------------------ | ---------------- |
| 2002 | "I'm Just a Kid" - Simple Plan | Cô gái nổi tiếng |
| 2006 | "Rockstar" - Nickelback        | Cameo            |